# Hyukoh
Hyukoh (em coreano:  혁오) é uma banda independente sul-coreana, assinou com a DRDRamc e HIGHGRND. Oficialmente formada em Maio de 2014, a banda consiste de Oh Hyuk, Im Dong-gun, Lim Hyun-jae, e In-woo, todos nascidos no ano de 1993.
Devido a ambos os pais do vocalista serem professores universitários,  Oh Hyuk foi criado em diversas cidades da China (Jilin, Shenyang, Pequim) a partir dos 5 meses de idade até 18 anos de idade. Depois de terminar o ensino médio em 2012, Oh Hyuk se mudou para a Coreia para se dedicar à música longe de seus pais, que se opuseram a isso.
A música da banda é predominantemente em inglês, com alguns trechos em coreano, e algumas em Chinês.

## Carreira Musical

### 2014–presente: Inícios e ascensão à fama
Hyukoh de lançar o seu EP de estreia 20 de 18 de setembro de 2014. Eles vivenciaram um sucesso no underground da música de cena, muitas vezes vendendo pequena escala locais.
Em 2015, a banda tornou-se amplamente conhecido na Coreia do Sul depois de participar do Festival de Música de Verão no popular coreano programa de variedades, Desafio Infinito. A banda recebeu respostas positivas dos críticos e do público, criação de gráficos no top ten da Billboard World Albums, dois meses após o lançamento de seu segundo mini-álbum, 22. Seu sucesso repentino é muitas vezes creditado na sua aparição no show, além da banda musical de talento.
Em 21 de julho de 2015, o coreano-Canadense, o rapper e produtor musical, Tablo revelou Hyukoh como o primeiro ato para assinar com o seu selo independente HIGHGRND (leia-se "Terreno Elevado"), uma subsidiária do coreano conglomerado de mídia YG Entertainment.
Em novembro, o líder da banda Oh Hyuk apareceu na trilha sonora original do hit coreano drama Resposta de 1988, com um remake de Lee Moon-secom "s" Uma Menina".
No dia 30 de abril e 2 de Maio de 2016, a banda se apresentou na Strawberry festival de música de Xangai e Pequim, representando coreano bandas indie. Eles também são incluídos no line up para executar no Summer Sonic Festival no Japão em agosto de 2016.
Sem a sua banda, Oh Hyuk, novamente apareceu no coreano programa de variedades, Desafio Infinito em 31 de dezembro de 2016 para o Hip Hop E o Histórico de episódio Especial. Ele cantou "Sua Noite", juntamente com Hwang Kwanghee e Gaeko como artista de destaque. A canção liderou todas as coreano gráficos depois de seu lançamento.  Com IU, um popular coreano feminino solista, uma canção que escreveram e compuseram juntos "é Possível Amar Você" foi a música coreana gráficos depois que lançou, em 7 de abril de 2017.

## Membros
- Oh Hyuk (1993/10/05) – vocais, violão, compositor
- Im Dong-gun (1993/04/04) – baixo (que também toca guitarra)
- Lim Hyun-jae (1993/07/31) – guitarra (que também toca baixo)
- Lee Em-woo (1993/06/14) – bateria (que também toca teclado, violino e flauta)

## Controvérsia
Após a sua ascensão à fama, Hyukoh tem enfrentado várias acusações de plágio. Em 2015, os usuários de internet sugeriram que a sua música "Lonely" foi derivado de "1517" alemão-banda norueguesa A Mais Menino Vivo, enquanto "Panda Bear" foi comparada Yumi Zouma "Dodi". No dia 24 de julho, HIGHGRND divulgou uma declaração de abordar esses rumores, afirmando Hyukoh tinha recebido elogios sobre o "Lonely" da Mais branca Menino Vivo, o vocalista Erlend Øye depois de efectuar a pista como uma abertura para ele enquanto ele visitou a Coreia. O rótulo também esclareceu que "Panda Bear" foi lançado meses antes Yumi Zouma "Dodi", fazendo com que a suspeita de plágio impossível.
"Urso Panda" enfrentou acusações de novo como uma cópia de Americana, a banda independente Praia de Fósseis's "Idade de Ouro". Essas suspeitas foram reforçados por um excluído agora tweet da Praia Fósseis sugerindo Hyukoh tinha misturado "Idade de Ouro" para criar "Urso Panda." Hyukoh líder Oh Hyuk, mais tarde, postou uma imagem de este Tweet ao seu Instagram conta de forma agressiva refutando as alegações.

## Discografia

### Álbuns De Estúdio
| Título                                                                  | Detalhes do álbum | Pico do gráfico de posições | Pico do gráfico de posições | Pico do gráfico de posições | Vendas |
| Título                                                                  | Detalhes do álbum | KOR                         | JPN                         | NÓS do Mundo                | Vendas |
| ----------------------------------------------------------------------- | --- | --------------------------- | --------------------------- | --------------------------- | ------ |
| 23                                                                      | - Lançado Em: 24 De Abril De 2017 - Rótulo: HIGHGRND - Formato: CD, download digital Track listing 1. TOMBOY (톰보이) 2. Burning youth (버닝 유스) 3. Tokyo Inn (도쿄 인) 4. 가죽자켓 5. 2002WorldCup (이천이월드컵) 6. Jesus lived in a motel room (지저스 리브드 인 어 모텔 룸) 7. Wanli万里 (완리) 8. Die alone (다이 어론) 9. 지정석 10. Simon (사이먼) 11. Paul (폴) 12. Surf boy (서프 보이) | ASA                         | ASA                         | ASA                         | ASA    |
| "—" denota lançamentos que não gráfico ou não foram lançados na região. | |                             |                             |                             |        |

### Extended plays
| Título                                                                  | Detalhes do álbum                                                                                   | Pico do gráfico de posições | Pico do gráfico de posições | Pico do gráfico de posições | Vendas                   |
| Título                                                                  | Detalhes do álbum                                                                                   | KOR                         | JPN                         | NÓS do Mundo                | Vendas                   |
| ----------------------------------------------------------------------- | --------------------------------------------------------------------------------------------------- | --------------------------- | --------------------------- | --------------------------- | ------------------------ |
| 20                                                                      | - Lançado Em: Setembro 18, 2014 - Distribuidor: Sony Music - Formato: CD, download digital          | —                           | 130                         | —                           | - JPN: 720               |
| 22                                                                      | - Lançado Em: 28 De Maio De 2015 - Distribuidor: LOEN Entertainment - Formato: CD, download digital | 9                           | 112                         | 4                           | - KOR: 2,498+ - JPN: 806 |
| "—" denota lançamentos que não gráfico ou não foram lançados na região. | |                             |                             |                             |                          |

### Gráfico músicas
| Ano  | Título                     | Posições de pico | Vendas            | Álbum      |
| Ano  | Título                     | KOR              | Vendas            | Álbum      |
| ---- | -------------------------- | ---------------- | ----------------- | ---------- |
| 2014 | "Wi Ing Wi Ing (위잉위잉)" | 1                | - KOR: 1,493,141+ | 20         |
| 2014 | "Ohio"                     | 29               | - KOR: 220,262+   | 20         |
| 2014 | "Lonely"                   | 91               | - KOR: 65,009+    | 20         |
| 2015 | "Urso Panda"               | 95               | - KOR: 48,267+    | Urso Panda |
| 2015 | "Vem e Vai (와리가리)"     | 1                | - KOR: 1,357,375+ | 22         |
| 2015 | ""Hooka""                  | 10               | - KOR: 659,354+   | 22         |
| 2015 | "Gondry (공드리)"          | 41               | - KOR: 168,436+   | 22         |
| 2015 | "Big Bird (큰새)"          | 37               | - KOR: 226,750+   | 22         |
| 2015 | "Acomodou"                 | 83               | - KOR: 69,400+    | 22         |
| 2015 | "Mer"                      | 86               | - KOR: 52,627+    | 22         |

### Vídeos de música
| Ano  | Título                     |
| ---- | -------------------------- |
| 2014 | "Wi Ing Wi Ing (위잉위잉)" |
| 2015 | "Urso Panda"               |
| 2015 | "Vem e Vai (와리가리)"     |
| 2015 | ""Hooka""                  |
| 2015 | "Gondry (공드리)"          |

### Projetos Solo
Oh Hyuk
| Ano                        | Título                                                    | Notas                                                          |
| -------------------------- | --------------------------------------------------------- | -------------------------------------------------------------- |
| 2015                       | "Bushwick"                                                | Como artista de destaque com Mayson a Alma                     |
| 2015                       | "Bawling"                                                 | Como artista de destaque, produzido pelo Primário              |
| 2015                       | "Gondry (공드리)"                                         | Como artista de destaque com Lim Kim, produzido pelo Primário  |
| 2015                       | "De borracha (러버)"                                      | Como artista de destaque, produzido pelo Primário              |
| 2015                       | "Pára-quedas"                                             | Como artista de destaque com Dok2, produzido pelo Código Kunst |
| 2015                       | "Uma Menina (소녀)"                                       | Resposta 1988 OST                                              |
| 2017                       |                                                           |                                                                |
| "Sua Noite"                | Como artista de destaque com Kwanghee e Gaeko             |                                                                |
| "Não posso Amar Você Mais" | Como co-autor, co-compositor e artista de destaque com UI |                                                                |

## Filmografia

### Televisão
- Desafio Infinito: 31 De Dezembro De 2016 Desafio Infinito Hip Hop & História Especiais (Oh Hyuk)
- Você Hee-yeol do Sketchbook: 4 de dezembro de 2016
- Você Hee-yeol do Sketchbook: 16 de outubro, 2015
- Desafio Infinito: 4 De Julho - 22 De Agosto De 2015 Desafio Infinito Festival De Música De Verão
- Mostre-Me o Dinheiro 4: 17 de julho, 2015 destaque em "Airbag", com Tablo
- Você Hee-yeol do Sketchbook: 24 de abril de 2015

## Prêmios e indicações
| Year | Award                        | Category                      | Recipient/Nominated work | Result   |
| ---- | ---------------------------- | ----------------------------- | ------------------------ | -------- |
| 2015 | 7th MelOn Music Awards       | Top 10 Artists                | Hyukoh                   | Venceu   |
| 2015 | 7th MelOn Music Awards       | Artist of the Year            | Hyukoh                   | Indicado |
| 2015 | 7th MelOn Music Awards       | Album of the Year             | 22                       | Indicado |
| 2015 | 7th MelOn Music Awards       | Song of the Year              | "Comes and Goes"         | Indicado |
| 2015 | 17th Mnet Asian Music Awards | Best Band Performance         | Hyukoh                   | Indicado |
| 2015 | 17th Mnet Asian Music Awards | UnionPay Song of the Year     | "Comes and Goes"         | Indicado |
| 2015 | Naver Yearly Ranking         | Most Downloaded Song          | "Wi ing Wi ing"          | Venceu   |
| 2016 | 25th Seoul Music Awards      | Performance Culture Award     | Hyukoh                   | Venceu   |
| 2016 | 30th Golden Disc Awards      | Best Rock Band Award          | Hyukoh                   | Venceu   |
| 2016 | 5th Gaon Chart K-Pop Awards  | Discovery of the Year (Indie) | Hyukoh                   | Venceu   |
| 2016 | 5th Gaon Chart K-Pop Awards  | Popular Singer of the Year    | Hyukoh                   | Indicado |
| 2016 | 13th Korean Music Awards     | Song of the Year              | "Comes and Goes"         | Indicado |
| 2016 | 13th Korean Music Awards     | Artist of the Year            | Hyukoh                   | Indicado |
| 2016 | 13th Korean Music Awards     | Newcomer of the Year          | Hyukoh                   | Venceu   |
| 2016 | 13th Korean Music Awards     | Best Modern Rock Album        | 22                       | Indicado |
| 2016 | 13th Korean Music Awards     | Best Modern Rock Song         | "Comes and Goes"         | Venceu   |
| 2016 | 13th Korean Music Awards     | Netizen's Artist of the Year  | Hyukoh                   | Indicado |